# Asuntos Indígenas y del Norte de Canadá

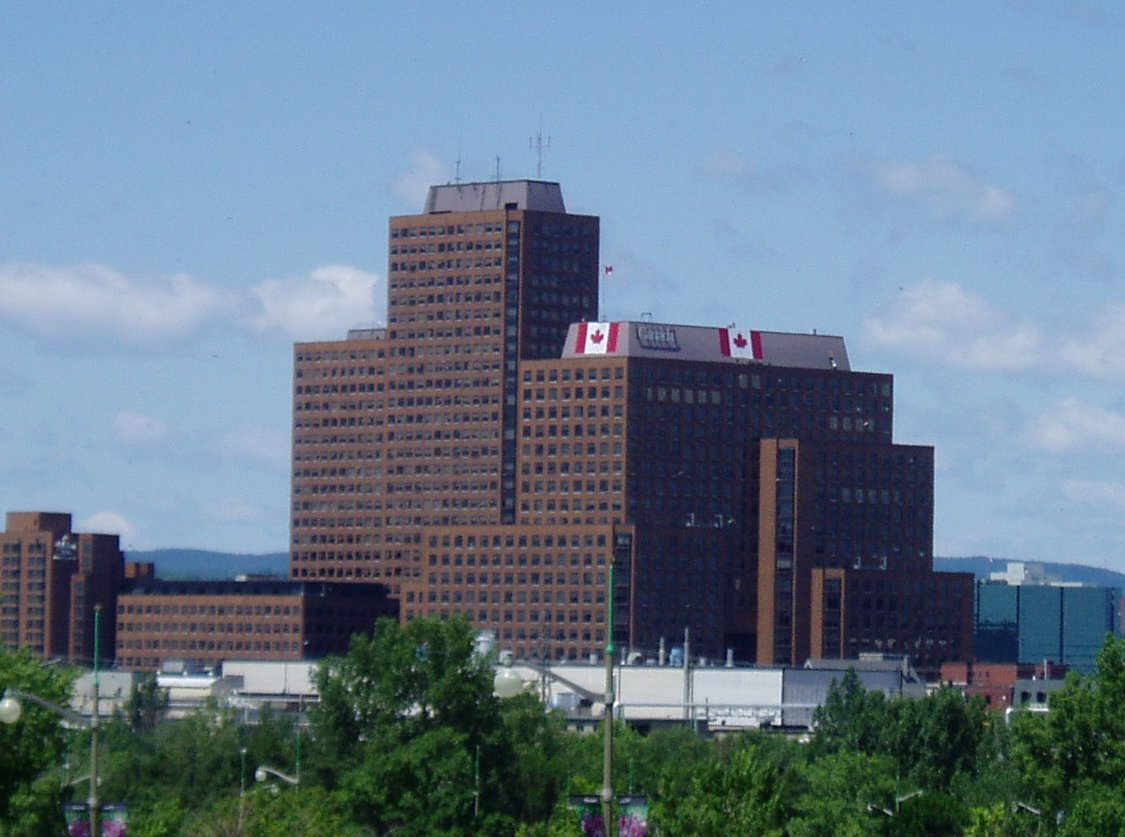
Les Terrasses de la Chaudière, donde se encuentra el ministerio

Asuntos Indígenas y del Norte de Canadá, conocido en inglés: Indigenous and Northern Affairs Canada fue un departamento del gobierno federal de Canadá establecido en 1966 y abolido en 2017. Tenía la responsabilidad de gestionar las políticas relacionadas con los pueblos indígenas canadienses ( Primeras Naciones, Inuit y Métis ) y así como las políticas del Norte de Canadá .
El departamento fue disuelto oficialmente en 2019  y reemplazado por dos departamentos separados, Relaciones Corona-Indígenas y Asuntos del Norte de Canadá y Servicios Indígenas de Canadá .
La nueva sede del ministerio se encuentra en Terrasses de la Chaudière en Gatineau ( Québec ).

## Denominación
De acuerdo con la legislación, el nombre oficial del ministerio es « Departamento de Asuntos Indígenas y Desarrollo del Norte ». Sin embargo, tras la reorganización del 18 de mayo de 2011, el título del ministro y el nombre del ministerio cambiaron para referirse a « Asuntos Indígenas " en vez de « Asuntos indios » . Este cambio busca reflejar las responsabilidades del departamento ampliadas que en 2004 integró la Oficina del Interlocutor federal para los métis y los indios, así como la creación de la Secretaría de Relaciones Inuit.
El término " pueblo aborigen » abarca tanto a las Primeras Naciones (aunque el término “ indios " todavía se utiliza por razones legales, desde la década de 1970 a menudo se considera despectivo ), como a los métis y los inuit .
En 2015, el nombre del departamento se redujó a Asuntos Indígenas y del Norte de Canadá 

## Mandato
El departamento tiene su mandato definido por una serie de textos legislativos que incluiyen la Constitución de Canadá, la Ley Indígena y la Ley del Departamento de Asuntos Indígenas y Desarrollo del Norte, así como diversas leyes relacionadas con la gestión de tierras, finanzas y administración de las Primeras Naciones.
El departamento actúa en nombre del Gobierno de Canadá para negociar y llevar a cabo acuerdos sobre la autonomía de las Primeras Naciones, así como para establecer servicios públicos como educación, desarrollo económico, vivienda, infraestructura en esas comunidades. El Ministro de Asuntos Aborígenes también sirve como punto de contacto para los métis, los indios sin estatus  reconocido y los aborígenes que residen en zonas urbanas.
El ministerio también también tiene la responsabilidad del “ desarrollo del norte ", abarcando los Territorios del Noroeste, Yukon y Nunavut, donde gestiona los servicios del gobierno federal.

## Historia
En 1755, la Corona británica fundó el Indian Department y estableció el puesto de Superintendente de Asuntos Indios . Se crearon inicialmente dos divisiones:. Superintendente del Departamento Norte, encargado de negociar con las comunidades indígenas al norte del río Ohio, fue ocupado por Sir William Johnson, quien era el único representante británico de las Seis Naciones. Johnson residía en la provincia de Nueva York, situada en el territorio Mohawk, cerca del puerto de Oneida. Después de la rendición de Nueva Francia en 1760, continuó en su función como Superintendente Británico de Asuntos Indígenas hasta su fallecimiento en 1774. Durante su gestión, Johnson trabajó para mantener a las tribus nativas americanas unidas aliadas con los intereses británicos. En 1774 fue sucedido por su sobrino el coronel Guy Johnson, quien ocupó el cargo hasta 1782, Más tarde, el general Sir John Johnson, segundo baronet, hijo de Sir William, asumió el puesto hasta 1791, y luego nuevamente desde 1796 hasta su muerte a la edad de 88 años en 1830.
Después de 1796, la gestión de los asuntos indígenas en el Alto Canadá fue responsabilidad del vicegobernador John Graves Simcoe. En 1800, esta responsabilidad en el Bajo Canadá se transfirió al gobernador general de Canadá, Robert Prescott . En 1816, pasó al general, comandante de las fuerzas armadas en América del Norte. Sin embargo, en la práctica, la supervisión y gestión de los asuntos indígenas eran llevados a cabo por las oficinas del Superintendente General de Asuntos Indígenas y las oficinas del Inspector General del Departamento de Asuntos Indígenas. Ambos servicios se disolvieron en 1828 y el General H. do. Darling asumió como Superintendente Jefe de Asuntos Indígenas, supervisando el Departamento de Asuntos Indígenas. En 1830, el Departamento de la India se dividió en dos, uno para el Alto Canadá y el otro para el Bajo Canadá. En el Alto Canadá, el vicegobernador designó a un superintendente jefe para encabezar el departamento, mientras que en el Bajo Canadá, esta función la ejercía el secretario militar. Ese año, el coronel James Givins fue nombrado para el Alto Canadá y el teniente coronel Duncan Campbell Napier para el Bajo Canadá. Samuel Jarvis reemplazó a Givins en 1837. A partir de 1843, la responsabilidad de gestionar las relaciones con los indígenas fue transferida al gobernador general, quien a menudo la delegaba en un secretario. En 1860, la gestión de los asuntos indígenas pasó del gobierno británico a la Provincia de Canadá y fue encomendada al Comisionado de las Tierras de la Corona.

## Confederación
Con la creación de la Confederación Canadiense, la sección 91 (24) de la Ley Constitucional de 1867 concedió al gobierno federal jurisdicción sobre los indios, métis e inuit. En 1867 se promulgó la Ley India y se celebraron una serie de tratados entre el gobierno canadiense y las bandas indias .
La responsabilidad sobre los asuntos indígenas, que inicialmente fue asignada al Secretario de Estado de Canadá bajo el título de " Superintendente General de Asuntos Indígenas ”, ha pasado por diferentes ministerio :
- departamento del Secretario de Estado de Canadá (hasta 1869),
- departamento de la Secretaría de Estado para las Provincias (1869-1873),
- Ministerio del Interior (1873-1880),
- Departamento de Asuntos Indígenas (1880-1936) (cartera del Ministro del Interior),
- Departamento de Minas y Recursos (1936-1950) (con la abolición del cargo de Superintendente de Asuntos Indígenas),
- Ministerio de Ciudadanía e Inmigración (1950-1965),
- Departamento del Norte de Canadá y Recursos Nacionales (1966),
- Departamento de Asuntos Indígenas y Desarrollo del Norte (1966-2019).

En 1939, una decisión federal determinó que la jurisdicción sobre los indios también se extendía a los inuit. La cartera de Desarrollo del Norte inicialmente formaba parte originalmente del Departamento del Interior, el cual se disolvió en 1936. Sin embargo, en 1951 se restableció una administración de las tierras del norte, y en 1966 se creó el Departamento del Norte de Canadá y Recursos Nacionales, incorporando el ámbito de los asuntos indígenas.
El ministerio experimentó transformaciones entre agosto de 2017 y julio de 2019 y fue reemplazado por dos nuevos ministerios:
- Relaciones Corona-Indígenas y Asuntos del Norte de Canadá (CIRNAC) ;
- Servicios Indígenas de Canadá (ISC).

La Ley del Departamento de Asuntos Indígenas y Desarrollo del Norte fue oficialmente derogada el 15 de julio de 2019, lo que marcó el fin a la existencia legal del ministerio 